# Second Byrd Antarctic Expedition Medal
La Second Byrd Antarctic Expedition Medal (médaille de la deuxième expédition antarctique Byrd) a été créée par une loi du Congrès en 1936 pour commémorer la deuxième expédition antarctique Byrd.

## Critères
Créée par une loi du Congrès le 2 juin 1936, la Second Byrd Antarctic Expedition Medal a été décernée aux membres de l'expédition qui ont passé six mois, toute la nuit d'hiver, à Little America. Les commandants des navires de l'expédition, qui ont commandé tout au long de l'expédition de 1933 à 1935, étaient également éligibles. Ce critère a limité l'attribution des médailles à 50 récipiendaires.

## Apparence
La médaille est un médaillon circulaire en argent de 1 1/4 pouce (31,75 mm) de diamètre. L'avers représente l'amiral Byrd, en tenue polaire, avec un chien de traîneau à gauche. À droite du personnage, sur deux lignes, figurent les dates 1933 et 1935. L'inscription BYRD ANTARCTIC EXPEDITION forme un arc autour de la partie supérieure de la médaille. Le revers comporte un rectangle portant l'inscription en 14 lignes : PRESENTED TO THE OFFICERS AND MEN OF THE SECOND BYRD ANT- ARCTIC EXPEDITION TO EXPRESS THE VERY HIGH ADMIRATION IN WHICH THE CONGRESS AND THE AMERICAN PEOPLE HOLD THEIR HEROIC AND UNDAUNTED ACCOMPLISHMENTS FOR SCIENCE UNQUALLED IN THE HISTORY OF POLAR EXPLORATION. Un avion Ford Trimotor apparaît en relief au-dessus de la tablette, tandis qu'un traîneau à chiens, les bâtiments de "Little America" et le voilier "City of New York" entourent le rectangle. La médaille est suspendue à un ruban de soie blanche.

## Récipiendaires notables

Remise de la médaille aux récipiendaires par Claude A. Swanson, le Secrétaire à la Marine (15 octobre 1937)

- Rear Admiral Richard E. Byrd, USN (Retraité)
- Harold June, USN
- Thomas Poulter
- Dr. Paul A. Siple, Ph.D.

## Source
- (en) Cet article est partiellement ou en totalité issu de l’article de Wikipédia en anglais intitulé « Byrd Antarctic Expedition Medal » (voir la liste des auteurs).